# Azrath-11
Azrath-11 ist eine italienische Black- und Death-Metal-Band aus Görz, die 2007 gegründet wurde.

## Geschichte
Die Band wurde im Winter 2007 von dem Schlagzeuger Asmodevs Draco Dvx aka Jonathan Garofoli und dem Gitarristen Elvis „Absu T. D.“ Masut gegründet. Das Duo wurde nach ein paar Monaten durch das Hinzukommen des Bassisten Marco „Dioskovroi D. F.“ Rosa und des Sängers Luca „Svarog L. T.“ Morena im Jahr 2008 ergänzt. Nach den ersten Proben sowie Konzerten unter anderem zusammen mit Belphegor sowie Impiety, begab sich die Band im Frühling 2009 ins Studio, um ihr Debütalbum The Shrine ov All Hallucinations aufzunehmen. Währenddessen verließen Masut und Morena die Besetzung. Während Masut noch vor seinem Ausscheiden seinen Anteil eingespielt hatte, übernahm Garofoli den Gesang. Nachdem das Material im kalifornischen Imperial Mastering Studio von Colin Davis gemastert worden war, wurde das Album im Juli 2011 über Slava Satan Records veröffentlicht. Als Gitarrist kam Federico Tacoli aka Siderevs Ocvlvs Mvndi hinzu. Im Mai 2010 hatten bereits die Arbeiten zum nächsten Album begonnen, im September stieß Antheres Atras Exitvm aka Lorenzo Orsini als neuer Sänger dazu. Im April 2011 trat die Band zusammen mit Malevolent Creation auf, ehe nach weitere Auftritten Konzerte mit Vomitory und Prostitute Disfigurement Anfang 2012 die Aufnahmen zum zweiten Album begannen, die mit dem Produzenten Marco Falanga stattfanden. Gemastert wurde das Material im polnischen Hertz Recording Studio. Nachdem ein Plattenvertrag bei Punishment 18 Records im Oktober 2012 unterzeichnet worden war, erschien hierüber im Februar 2013 das Album Ov Tentacles and Spirals. Hiervon wurden bis Februar des folgenden Jahres alle 1200 Einheiten verkauft. Im Oktober 2014 verließ der Gitarrist Tacoli die Besetzung.

## Stil
Jan Wischkowski von metal.de schrieb in seiner Rezension zu Ov Tentacles and Spirals, dass das Album, wie bereits der Vorgänger, auf eine Mischung aus Black- und Death-Metal setzt. Die Gruppe klinge durch Behemoth und Vader beeinflusst, wobei die Lieder meist schnell gespielt und aggressiv seien. Im Lied Beholding the Oceans werde kurzzeitig Klargesang verwendet, während Surge mit einem Schlagzeug-Solo aufwarte. Shawn Miller von metal-observer.com rezensierte dasselbe Album und ordnete die Gruppe ebenfalls dem Death- und Black-Metal zu. Die Geschwindigkeit sei fast durchgängig hoch, jedoch mache die Band auch von Tempowechseln Gebrauch, was meistens durch die E-Gitarre bewirkt werde. Die Gitarren-Riffs klängen wie eine Mischung aus Florida Death Metal und dem Black- und Death-Metal von Behemoth und Belphegor. Der Gesang erinnere an den von Technical Death Metal und bestehe aus kehligen, tiefen Shouts und sei mit dem von Decapitated auf deren Album Nihility vergleichbar. Auf Dauer wirke der Gesang jedoch zu eindimensional. Außerdem gebe es Begleitgesang, der Erinnerungen an Chuck Billy wachrufe, jedoch nicht wirklich zur Musik passe.

## Diskografie
- 2011: The Shrine ov All Hallucinations (Album, Slava Satan Records)
- 2013: Ov Tentacles and Spirals (Album, Punishment 18 Records)